# 무릉교통
무릉교통(武陵交通)은 경상북도 울릉군의 농어촌버스 운송회사로 본사는 경상북도 울릉군 울릉읍 옥천길 128 (사동리)에 있다.

## 역사 및 현황
1984년 4월 28일 우산버스(于山-)로 설립하였으며, 2011년 7월 1일부터 사명을 우산버스(于山-)에서 무릉교통(武陵交通)으로 변경하였다. "우산"과 "무릉"이라는 사명은 모두 울릉도의 옛 지명에서 유래한 것이다. 2018년 12월 24일에 울릉도 일주도로가 모두 개통됨에 따라 2019년 1월 14일에 대대적인 노선 개편이 이루어졌다.

## 운행 노선
- ● 내수전-저동-도동-사동-통구미-남양-구암-학포-태하-현포-평리-추산-천부 (37.1 km, 매일 18회)
- ● 도동-저동-봉래폭포 (4.4 km, 매일 18회)
- ● 천부-죽암-선창-섬목 (5.7 km, 매일 4회)
- ● 천부-나리분지 (4.0 km, 매일 9회)

## 차량
총 11대가 운용되고 있다.
- 자일대우버스 -BH090 로얄스타, 레스타
- 현대자동차 - 뉴 카운티, 카운티 뉴 브리즈